# Paul De Brauwer
Paul De Brauwer (* 7. Juli 1956 in Wetteren) ist ein ehemaliger belgischer Radrennfahrer.

## Sportliche Laufbahn
De Brauwer war im Querfeldeinrennen (heutige Bezeichnung Cyclocross) aktiv. 1975 gewann er die nationale Meisterschaft im Querfeldeinrennen bei den Junioren. Bei den Cyclocross-Weltmeisterschaften 1979 wurde er 28., 1980 10., 1981 gewann er beim Sieg von Miloš Fišera die Bronzemedaille, 1982 wurde er 15., 1984 7. bei den Profis, 1985 11., 1986 6., 1987 9., 1989 8., 1990 5., 1991 12., 1992 17., 1993 8.
1980, 1981, 1982 gewann er bei den Amateuren die nationale Meisterschaft. 1986, 1987, 1988 und 1991 wurde er Vizemeister der Profis. De Brauwer gewann eine Vielzahl internationaler Querfeldeinrennen. Darunter waren der Veldrit Gieten 1986, 1988 und 1989, der Cyclocross Otegem 1984, 1989 und 1992, der Cyclocross Gavere 1989, der Noordzeecross 1982. Von 1982 bis 1994 war er Berufsfahrer.